# Kerkáskápolna
Kerkáskápolna község Vas vármegyében, a Körmendi járásban.

## Fekvése
Kerkáskápolna az Őrség történeti - néprajzi tájegység egyik települése. A Kerka kiszélesedő völgyében fekszik, ezért területe a többi őrségi településtől eltérően nagyrészt sík, illetve északi irányban enyhén emelkedő.
Főutcája a Lentitől a bajánsenyei határátkelőig vezető 7416-os út, amibe itt torkollik bele, a falu nyugati szélén, dél felől, a Zala vármegyei Szentgyörgyvölgy és Magyarföld irányából a 7424-es út. Utóbbi innen egyenes vonalban folytatódik, egészen Őriszentpéter központjáig, de az a szakasz már csak számozatlan mezőgazdasági útként húzódik.

## Története
A község az őri szervezet fennállása idején (11-14. század) a Kerka-őrök faluja volt. 1428-ban Alkarika (Alkaryka), máshol Kápolnásfalu (Kapolnasfalw) néven említik. A falu a 16. század végén Őriszentpéter mellett az Őrség egyik legnépesebb települése volt. A török időkben a falutól északra lévő területen kisebb erődítmény állhatott. Ennek nyomai ma már nem látszanak, csupán a Várdomb dűlőnév utal az egykori, feltételezett létezésére. A középkori temploma 1590 körül a török támadások következtében elpusztult. Helyette fából egyszerű kápolnát építettek, de az 1700-as évek közepére az is megsemmisült. A település lakói a XVI. század második felében protestánsokká lettek. Kerkáskápolna anyaegyház volt. Az 1600-1700-as évekből néhány itt működött lelkész nevét is ismerjük. 1643 körül Halászi István, 1654 körül Szomoróczi György, 1693 és 1713 között Dávidházi Mihály, majd 1730 és 1732 között Pápai Bodnár Pál volt a falu prédikátora. Iskolájáról az első adat 1708-ból való. Az 1710-11-es pestisjárványban 58 áldozatot követelt. 1732-ben, a Carolina resolutiót követően Rosty István alispán fegyveres katonasággal foglalta el az Őrség protestáns templomait és átadta azokat a katolikusoknak. Kerkáskápolnáról is elűzték a falu utolsó önálló lelkészét (Pápai Bodnár Pált). A kerkáskápolnai templom ebben az időben már szinte használhatatlan állapotban volt, hamarosan teljesen romba dőlt.
1732-1735 között a falu lakóinak közel fele a vallásüldözés és a súlyosbodó terhek elől Somogyba szökött. Az itt maradottak közül is többeket az Őrség más településeinek a szökések miatt megüresedett jobbágytelkeire költöztettek át. A falu területének keleti felén a földesúr Batthyány család allodiális birtokot (majorságot) alakított ki. Ez az időszak jelentette a falu történetében a legnagyobb változást. Kerkáskápolna az Őrség egyik legkisebb településévé vált. Szóba sem jöhetett a templom újjáépítése vagy a türelmi rendelet után az egyházközség újjászervezése.
A Nemesnépi Zakál György által 1818-ban papírra vetett, Eörséghnek Leírása című tájmonográfia szerint:
"Kerkás kápolna huszonhét gazdával. Kerkásnak azért neveztetik, mivel a' Kerka vize, a' melly a' Vandal Hegyek közt több apró patakotskákból és forrásokból veszi eredetét, és Hodosi, Kotormányi, Dávidházi, Sanyaházi és Bajánházi Helységeknek Határain foly keresztül, itt főképpen meg nagyobbodik. Napkelet felöl Ramocsai, dél felöl pedig Dobraföldi Zala Vármegyei Helységekkel határos. Ennek a' Helységnek határa minden egyéb Eörséghi Helységnek Határainál jobb, kiesebb, rónább, termékenyebb; a' honnét a' Jobbágyi rendszabásoknak bé hozatalakor az Uradalom a' maga Majér gazdálkodását /:allodiaturáját:/ a' fölösleg ki jött földekből ideejtette és helyheztette. Dél felöl a' Kerka mellett szép réteket, kaszálokat; a' Kerkán túl van a' Dobraföldi Erdő. Észak felöl majd fél orányi járásra tiszta sík mező körülködik, a' melybe szép hasáb szántóföldeket szemlélhetni. Azon túl kezd a föld domborodni, és ott sürü Erdük, Fenyvesek emelkednek. Napnyugot felé a ' Tseren túl /: a' mely még K. Kápolnához tartozik:/ igen közel esik Bajánháza"
A falutól északra lévő szőlőhegynek a 18-19. században önálló rendtartása és hegyközségi szervezete volt. A szőlők az 1800-as évek végén a filoxéra pusztítása következtében elpusztultak. Az egykori szőlőhegy területén ma már egyetlen pincét sem találunk.

## Közélete

### Polgármesterei
- 1990–1994: Tolnai István (független)[4]
- 1994–1998: Ifj. Keserű József (független)[5]
- 1998–2002: Balek Tamás (független)[6]
- 2002–2006: Fábián Imréné Szép Erzsébet (független)[7]
- 2006–2010: Fábián Imréné Szép Erzsébet (független)[8]
- 2010–2014: Keserű József (független)[9]
- 2014–2019: Keserű József (Fidesz-KDNP)[10]
- 2019–2024: Keserű József (független)[11]
- 2024– : Orbán Tamás (független)[1]

## Népesség
A település népességének változása:
| Lakosok száma | 83   | 79   | 78   | 57   | 70   | 78   | 77   |
|               | 2013 | 2014 | 2015 | 2021 | 2022 | 2023 | 2024 |

A 2011-es népszámlálás során a lakosok 89,6%-a magyarnak, 1,3% németnek mondta magát (10,4% nem nyilatkozott; a kettős identitások miatt a végösszeg nagyobb lehet 100%-nál). A vallási megoszlás a következő volt: római katolikus 31,2%, református 45,5%, evangélikus 2,6%, felekezet nélküli 6,5% (13% nem nyilatkozott).
2022-ben a lakosság 88,6%-a vallotta magát magyarnak, 5,7% németnek, 4,3% egyéb, nem hazai nemzetiségűnek (11,4% nem nyilatkozott; a kettős identitások miatt a végösszeg nagyobb lehet 100%-nál). Vallásuk szerint 38,6% volt református, 28,6% római katolikus, 2,9% evangélikus, 10% felekezeten kívüli (20% nem válaszolt).

## Nevezetességei
- Gecse Balázs emlékpark
- Református harangláb
- Avas család sírkápolnája
- A községet érinti a Via Sancti Martini - Szent Márton Európai Kulturális Útvonal.